# شو ساتو
شو ساتو (باليابانية: 佐藤 祥) (مواليد 22 يوليو 1993)، هو لاعب كرة قدم ياباني سابق كان يلعب كلاعب وسط.

## وصلات خارجية
- شو ساتو على موقع رابطة كرة القدم اليابانية للمحترفين (اليابانية)
- شو ساتو على موقع قاعدة بيانات كرة القدم.إي يو (الإنجليزية)
- شو ساتو على موقع Soccerway.com (الإنجليزية)
- شو ساتو على موقع عالم كرة القدم.نت (الإنجليزية)